# پیلاکی (استان اشوی‌داشکسیه)
پیلاکی (به لهستانی: Pielaki) یک منطقهٔ مسکونی در لهستان است که در گمینا منگوو واقع شده‌است. پیلاکی ۱۱۲ نفر جمعیت دارد.